# نصوح باشا العظم
نصوح باشا العظم هو نصوح باشا بن سعد الدين باشا ولد سنة  1147 هــ  / 1726 م - توفي سنة 1229 هـ /  1809 م، تولى حكم الشام مع رتبة الوزارة وهو في مقتبل العمر وأول درجات الحياة وظل في هذا المنصب مدة طويلة،  وكان واليا على مصر قبل الاحتلال الفرنسي في عهد نابليون.
قيل أيضا ان نصوح باشا رحل إلى الغرب مرتين زار في الأولى فيينا عاصمة النمسا وفي الثانية لندن عاصمة بريطانيا،  ولنصوح باشا صورة جميلة تعد آيه من آيات فن الرسم رسمها له رسام مشهور في النمسا وهذه الصورة لا تزال محفوظة عند أحد أحفاده مع سيف ثمين كان يستعمله في حروبه، وقد تقلده الباشا في موقعة الخانكاه عندما كان واليا على مصر .
نصوح باشا خلّف ذكرا واحدا فقط هو مؤيد باشا العظم ومؤيد باشا وهو رئيس فرع آل المؤيد من عائلة العظم فقد خلّف 12 ذكرا و6 أناث وكان له زوجة نمساوية هي الأميرة ماريا بنت امبراطور النمسا وتوفيت في سورية وتم نقل رفاتها بعد أكثر من قرن ليتم دفنها في فيينا ولم تنجب منه أولاد.
التجأ إلى النمسا يوم حدثت معركة هليوبوليس في مصر بينه وبين نابليون بونابرت وبقي لاجئا عند امبراطور النمسا 7 أعوام.